# Vaccinium petelotii
Vaccinium petelotii är en ljungväxtart som beskrevs av Elmer Drew Merrill. Vaccinium petelotii ingår i Blåbärssläktet, och familjen ljungväxter. Inga underarter finns listade i Catalogue of Life.